# Karin Schubert
Karin Schubert (nascuda el 26 de novembre de 1944) és una actriu alemanya. Va aparèixer en papers cinematogràfics des del 1970 i es va convertir en una actriu pornogràfica a la dècada del 1980.

## Carrera cinematogràfica
Entre els seus primers papers hi havia el Spaghetti Western Los compañeros (1970) i La folie des grandeurs de Gérard Oury (1971). El 1972, va aparèixer a les pel·lícules Barbablava, dirigidas per Edward Dmytryk,i L'atemptat d'Yves Boisset. El mateix any, va aparèixer juntament amb Edwige Fenech i Pippo Franco a la comèdia sexual Quel gran pezzo dell'Ubalda tutta nuda e tutta calda. Després va començar a aparèixer en pel·lícules d'aventures, especialment amb l'actor italià George Eastman. La primera pel·lícula d'aquest tipus va ser una adaptació de spaghetti western d' els tres mosqueters, Tutti per uno...botte per tutti el 1973, i també va aparèixer al drama criminal Lo sgarbo (1975), i com a agent russa a la pel·lícula d'espies Missile X – Geheimauftrag Neutronenbombe (1978) amb Peter Graves i Curd Jürgens. El 1975 va aparèixer a Emanuelle nera protagonitzada per Laura Gemser que va cridar l'atenció del director Joe D'Amato, i va començar a participar en les seves pel·lícules eròtiques, incloent-hi Emanuelle - Perché violenza alle donne? el 1977, on va interpretar Cora Norman, la contrapart de Gemser.
A mitjans dels anys vuitanta, va perdre demanda com a actriu i es va traslladar a Espanya, però tampoc va aconseguir establir-s'hi. Els seus problemes personals també van contribuir als seus problemes professionals: el seu matrimoni es va trencar i el seu fill es va tornar addicte a les drogues, descontrolant-se tant que la seva mare es va convertir en el blanc dels seus esclats violents. Per guanyar diners per al seu tractament, Schubert va començar a posar per a revistes pornogràfiques, però quan es van acabar els diners, el 1985, als 40 anys, també va començar a protagonitzar pel·lícules de porno dur. Utilitzant la seva notorietat com a avantatge, va signar un contracte amb una companyia cinematogràfica que li pagava un salari anual de 180.000 marcs alemanys per actuar en pel·lícules principalment a Itàlia i Alemanya Occidental.
El 1994, Schubert, de 50 anys, va deixar la pornografia, després d'haver protagonitzat 24 pel·lícules d'aquest gènere. Aquell mateix any va intentar suïcidar-se prenent barbitúrics amb vodka, però va ser rescatada pels veïns. Dos anys més tard, els veïns la van trobar inconscient al seu cotxe, després d'haver intentat suïcidar-se per segona vegada per intoxicació per monòxid de carboni.

## Filmografia selecta
- Una spada per Brando (1970)[9]
- Los compañeros (1970)
- La folie des grandeurs (1971)[14][15]
- Barbablava (1972)[16]
- L'atemptat (1972)

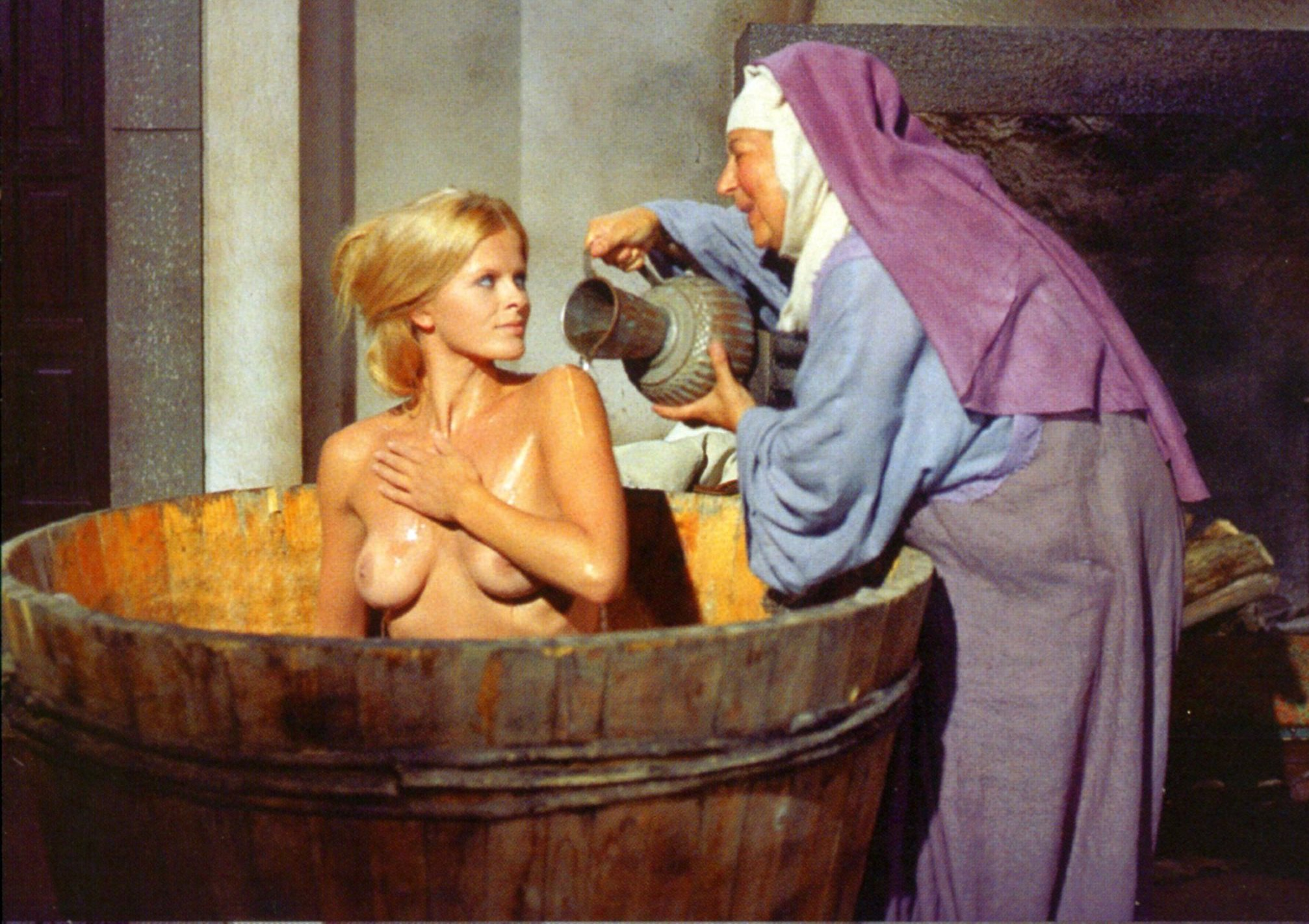
Schubert a Quel gran pezzo dell'Ubalda tutta nuda e tutta calda (1972)

- Quel gran pezzo dell'Ubalda tutta nuda e tutta calda (1972)
- Racconti proibiti... di niente vestiti (1972)
- Tutti per uno...botte per tutti (1973)
- La Punition (1973)[17]
- La casa della paura (1974)[18][19]
- Mio Dio, come sono caduta in basso! (1974)[20]
- Emanuelle nera (1975)
- La dottoressa sotto il lenzuolo (1976)[21]
- Emanuelle - Perché violenza alle donne?  (1977)
- Missile X – Geheimauftrag Neutronenbombe (1978)
- Black Venus (1983)[22]
- L'infermiera nella corsia dei militari (1979)
- The Panther Squad (1984)[8]
- Christina (1984)[23]
- Hanna D. - La ragazza del Vondel Park (1984)[12]